# 尼古拉斯·費斯格拉特
尼古拉斯·費斯格拉特（英語：Nicholas Fitzgerald，1992年2月13日—），是一名澳洲職業足球員，司職進攻中場，現效力澳職球會珀斯光輝。
2009年只有17歲的他加盟了中岸水手的青年軍，其後於2011年轉會加盟獅吼，其間出場次數不多。2013年返回水手一隊，多擔任後備殺手。

## 外部連結
- 中岸水手官網 球員資料 （页面存档备份，存于）
- soccerway的中岸水手資料庫 （页面存档备份，存于）